# 珀蒂特伊勒
珀蒂特伊勒（法語：Petite-Île，法語發音：[pətit il]，意为“小岛”），又称珀蒂蒂勒，是法国海外省留尼汪的一个市镇，属于圣皮埃尔区。

## 地理
珀蒂特伊勒（21°21'21"S, 55°33'57"E）面积33.93 平方千米，位于法国海外省留尼汪。
与珀蒂特伊勒接壤的市镇（或旧市镇、城区）包括：圣约瑟夫、圣皮埃尔。
珀蒂特伊勒的时区为UTC+04:00。

## 行政
珀蒂特伊勒的邮政编码为97429，INSEE市镇编码为97405。

## 政治
珀蒂特伊勒所属的省级选区为圣皮埃尔第三县。

## 人口
珀蒂特伊勒于2022年1月1日时的人口数量为12920人。